# Lithochela conica
Lithochela conica är en svampdjursart som beskrevs av Burton 1929. Lithochela conica ingår i släktet Lithochela och familjen Crambeidae. Inga underarter finns listade i Catalogue of Life.